# Municipio de Speedwell (Misuri)
El municipio de Speedwell (en inglés: Speedwell Township) es un municipio ubicado en el condado de St. Clair en el estado estadounidense de Misuri. En el año 2010 tenía una población de 511 habitantes y una densidad poblacional de 2,93 personas por km².

## Geografía
El municipio de Speedwell se encuentra ubicado en las coordenadas 37°56′4″N 93°59′24″O / 37.93444, -93.99000. Según la Oficina del Censo de los Estados Unidos, el municipio tiene una superficie total de 174.66 km², de la cual 166,08 km² corresponden a tierra firme y (4,91 %) 8,58 km² es agua.

## Demografía
Según el censo de 2010, había 511 personas residiendo en el municipio de Speedwell. La densidad de población era de 2,93 hab./km². De los 511 habitantes, el municipio de Speedwell estaba compuesto por el 97,46 % blancos, el 0,2 % eran afroamericanos, el 0,39 % eran amerindios y el 1,96 % eran de una mezcla de razas. Del total de la población el 0,59 % eran hispanos o latinos de cualquier raza.